# Dico Koppers
Dico Koppers (Harmelen, 31 januari 1992) is een voormalig Nederlands profvoetballer die bij voorkeur als linksback speelde. Koppers besloot medio 2020 zijn profcarrière te beëindigen. Hij werd geteisterd door blessures tijdens zijn carrière. Koppers kwam tussen 2008 en 2013 tot een handjevol wedstrijden bij AFC Ajax. 

## Clubcarrière

### AFC Ajax
Dico Koppers begon zijn voetbalcarrière bij amateurclub SCH '44 uit Harmelen. Hij speelde hier als aanvaller en werd vervolgens gescout door AFC Ajax. Onder jeugdtrainer Sonny Silooy bleek echter snel dat Koppers in de verdediging beter tot zijn recht kwam. Uiteindelijk werd hij op de linksbackpositie geposteerd. Op 23 oktober 2011 maakte Koppers zijn debuut voor de hoofdmacht van Ajax in een thuiswedstrijd tegen aartsrivaal Feyenoord.

### Verhuur aan ADO Den Haag
Op 31 januari 2013, de slotdag van de wintertransferperiode, werd bekendgemaakt dat Koppers voor een half jaar zou worden verhuurd aan ADO Den Haag. Bij ADO Den Haag kreeg Koppers rugnummer 2. Op 2 februari debuteerde Koppers op de linksbackpositie bij ADO Den Haag; zijn eerste wedstrijd voor ADO verloor hij met 7–0 op bezoek bij PSV Eindhoven. In totaal kwam Koppers in zijn verhuurperiode tot veertien wedstrijden voor ADO Den Haag.

### Terugkeer bij AFC Ajax
Hoewel ADO graag door zou willen met Koppers, keerde de verdediger terug naar Ajax. De landskampioen verlangde een transfersom voor de linksback, welke ADO niet bereid was te betalen. Tijdens de voorbereiding op het seizoen 2013/14 werd Dico Koppers door trainer Frank de Boer niet uitgenodigd voor het jaarlijkse trainingskamp in De Lutte. Koppers, die in de belangstelling zou staan van FC Twente, moest zich melden bij Jong Ajax.

### FC Twente
In de zomerstop van 2013 maakte hij de overstap naar FC Twente. Hij zou hier de plek overnemen van Edson Braafheid, die weer teruggekeerd was bij TSG 1899 Hoffenheim. In het seizoen 2013/14 kwam hij ook uit voor Jong FC Twente in de Eerste divisie.

### Willem II
Koppers tekende op 24 juni 2015 een tweejarig contract bij Willem II, waar hij als vervanger van de naar Ajax teruggekeerde Mitchell Dijks werd aangetrokken. Hiervoor maakte hij op 11 februari 2017 zijn eerste doelpunt in het betaald voetbal. Hij maakte die dag de 0–1 in een met 0–2 gewonnen competitiewedstrijd uit bij Vitesse. Koppers maakte twee weken later zijn tweede, ditmaal de 0–1 in een met 0–2 gewonnen competitiewedstrijd uit bij Excelsior.

### PEC Zwolle
Nadat zijn contract bij Willem II niet werd verlengd, tekende hij op 23 juni 2017 een tweejarig contract bij PEC Zwolle. Hij tekende op die zomer een eenjarig contract bij Almere City FC.

### Almere City FC
Koppers speelde in het seizoen 2019/20 voor Almere City FC. Het zou zijn laatste seizoen als profvoetballer zijn, want op 8 augustus 2020 kondigde de 28-jarige Koppers via Instagram aan zijn profcarrière te beëindigen wegens blessureleed. Hierna ging Koppers bij Ajax zaterdag spelen.

### Carrièrestatistieken
| Seizoen                        | Club            | Competitie      | Competitie | Competitie | Beker | Beker | Internationaal | Internationaal | Overig | Overig | Totaal | Totaal |
| Seizoen                        | Club            | Competitie      | Wed.       | Dlp.       | Wed.  | Dlp.  | Wed.           | Dlp.           | Wed.   | Dlp.   | Wed.   | Dlp.   |
| ------------------------------ | --------------- | --------------- | ---------- | ---------- | ----- | ----- | -------------- | -------------- | ------ | ------ | ------ | ------ |
| 2011/12                        | AFC Ajax        | Eredivisie      | 8          | 0          | 1     | 0     | 2              | 0              | 0      | 0      | 11     | 0      |
| 2012/13                        | AFC Ajax        | Eredivisie      | 0          | 0          | 0     | 0     | 0              | 0              | 1      | 0      | 1      | 0      |
| 2012/13                        | → ADO Den Haag  | Eredivisie      | 14         | 0          | 0     | 0     | 0              | 0              | 0      | 0      | 14     | 0      |
| 2013/14                        | FC Twente       | Eredivisie      | 23         | 0          | 1     | 0     | 0              | 0              | 0      | 0      | 24     | 0      |
| 2013/14                        | Jong FC Twente  | Eerste divisie  | 2          | 0          | 0     | 0     | 0              | 0              | 0      | 0      | 2      | 0      |
| 2014/15                        | FC Twente       | Eredivisie      | 9          | 0          | 3     | 0     | 0              | 0              | 0      | 0      | 12     | 0      |
| 2014/15                        | Jong FC Twente  | Eerste divisie  | 11         | 0          | 0     | 0     | 0              | 0              | 0      | 0      | 11     | 0      |
| 2015/16                        | Willem II       | Eredivisie      | 23         | 0          | 2     | 0     | 0              | 0              | 0      | 0      | 25     | 0      |
| 2016/17                        | Willem II       | Eredivisie      | 17         | 2          | 0     | 0     | 0              | 0              | 0      | 0      | 17     | 2      |
| 2017/18                        | PEC Zwolle      | Eredivisie      | 2          | 0          | 0     | 0     | 0              | 0              | 0      | 0      | 2      | 0      |
| 2018/19                        | PEC Zwolle      | Eredivisie      | 0          | 0          | 0     | 0     | 0              | 0              | 0      | 0      | 0      | 0      |
| 2019/20                        | Almere City FC  | Eerste divisie  | 7          | 0          | 0     | 0     | 0              | 0              | 0      | 0      | 7      | 0      |
| Carrière totaal                | Carrière totaal | Carrière totaal | 116        | 2          | 7     | 0     | 2              | 0              | 1      | 0      | 126    | 2      |
| Bijgewerkt tot 9 augustus 2020 |                 |                 |            |            |       |       |                |                |        |        |        |        |

## Erelijst
| Eredivisie | 1x | 2011/12 |